# Rättssökare
Rättssökare kallas de som begär företräde (kinesiska: 上访?, pinyin: shàngfǎng) inför högre instans i Kina för att överklaga ett beslut på lägre nivåer i det kinesiska administrativa systemet. Systemet har en lång tradition i kinesisk historia och det finns lagrum för att formellt överklaga beslut i Folkrepubliken Kinas rättssystem. I praktiken förföljs dock många rättssökare av både centrala och lokala myndigheter som ofta använder olika administrativa åtgärder för att förhindra rättssökare från att avlämna sina klagomål.

## Källa
- "Rättssökare sattes på mentalsjukhus", reportage av Hanna Sahlberg, Sveriges radio, 11 december 2008.